# Дневник писателя
«Дневни́к Писа́теля» (так у Ф. М. Достоевского) — ежемесячный журнал философско-литературной публицистики Фёдора Михайловича Достоевского

## История издания
Первоначально публиковался в виде отдельной рубрики «Дневник Писателя» с первого январского номера за 1873 год еженедельного журнала князя В. П. Мещерского «Гражданин», редактором которого был Достоевский. С конца августа 1873 года Достоевский прекратил выпуск раздела «Дневник писателя» и стал вести внешнеполитическую рубрику «Гражданина» «Иностранные события». Весной 1874 года писатель вышел из редакции журнала «Гражданин», уйдя в работу над романом «Подросток», после завершения которого вернулся к публицистике и возобновил выпуск собственного журнала одного автора (моножурнала) в виде отдельного издания. При этом работа над «Дневником писателя» рассматривалась Достоевским ещё и как творческая лаборатория для подготовки материалов большого романа «Братья Карамазовы». В 1876 и 1877 годах «Дневник» выходил самостоятельными ежемесячными выпусками, печатавшимися в типографии князя В. В. Оболенского. Затем, ввиду занятости писателя работой по созданию романа «Братья Карамазовы», появилось лишь два выпуска: августовский 1880 года и январский 1881 года (вышел посмертно).
«Дневник Писателя» пользовался большим успехом читателей по всей России, особенно среди молодёжи. При жизни писателя ежемесячные выпуски журнала за 1876 год дважды публиковались отдельными изданиями — в 1877 и 1879 годах. «Дневник Писателя» за 1877 год вышел отдельным изданием в 1878 году.

## Сотрудники
Единственным автором «Дневника писателя» был Ф. М. Достоевский, который выступал редактором, журналистом и романистом в одном лице. При этом «сотрудниками» своего моножурнала Достоевский считал своих читателей-корреспондентов, поскольку некоторые статьи создавались на основе писем подписчиков. Супруга писателя А. Г. Достоевская вела ответственную работу по подписке «Дневника писателя» и его продаже через владельцев книжных магазинов. Кроме жены большую помощь по изданию и распространению журнала оказывал метранпаж М. А. Александров, оставивший об этом свои воспоминания, в которых использовал орфографию Достоевского: «Дневник Писателя».

## Жанры
В. Н. Захаров писал, что в журналистике Достоевский использовал практически все жанры: статьи, очерки, полемику, заметки, обозрения внутренней и иностранной политики, литературную критику, рецензии, предисловия, отчёты, некрологи, и проч. При этом главным из них был фельетон. Неповторимый жанр «Дневника Писателя» создавался при синтезе литературы и журналистики на фельетонной основе.

## Художественные особенности
В «Дневнике Писателя» Достоевский откликался, главным образом в публицистической форме, на волновавшие его события современности. Вместе с тем «Дневник» содержит ряд художественных произведений — рассказы, очерки, воспоминания.
Критика 1870-х годов отмечала ценность этих художественных страниц «Дневника Писателя». В последний период творчества Достоевский действительно достигает поразительной силы в искусстве малых повествовательных жанров, которые он и разрабатывает в этом издании. Он создаёт новые виды философской и психологической повести («Кроткая» и «Сон смешного человека»), фантастического рассказа («Бобок»), художественных очерков современного Санкт-Петербурга («Столетняя», «Мальчик у Христа на ёлке»), художественных мемуаров с большими обобщениями и глубокими выводами («Мужик Марей»).

## Художественные произведения из «Дневника писателя»
- Бобок. Записки одного лица (1873, 5 февраля).
- Мальчик у Христа на ёлке (1876, январь).
- Мужик Марей (1876, февраль).
- Столетняя (1876, март).
- Кроткая. Фантастический рассказ (1876, ноябрь).
- Сон смешного человека. Фантастический рассказ (1877, апрель).
- Пушкин (Очерк). Произнесено 8 июня 1880 г. в заседании "Общества любителей российской словесности" (1880, август).

## Исследования
Первая монография по исследованию «Дневника Писателя» вышла в 1966 году  в Австралии и принадлежала перу русского эмигранта, достоеведа Дмитрия Владимировича Гришина (1908—1975). В 1971 году вышло её новое исправленное издание.
На Родине писателя в советскую эпоху научные исследования «Дневника Писателя» не поощрялись из идеологических соображений. Одним из первых достоевистов, впервые занявшихся комплексным изучением данного вопроса, стал в 1970-х годах И. Л. Волгин. До этого издавались работы узкой направленности, например, по исследованию статей, затрагивавших проблемы права, или художественных произведений, вышедших в журнале.

### Прижизненные издания
- 1873 — Достоевский Ф. М. Дневник писателя за 1873 год // Гражданин. Газета-журнал политический и литературный. — СПб.: Тип. А. Траншеля, 1873.[21]
- 1877 — Достоевский Ф. М. Дневник писателя за 1876 г. Ф. М. Достоевского. — 1-е. — СПб.: Тип. В. В. Оболенского, 1877. — 336 с.[9]
- 1879 — Достоевский Ф. М. Дневник писателя за 1876 г. Ф. М. Достоевского. — 2-е. — СПб.: Тип. Ю. Штауфа (И. Фишона), 1879. — 336 с.[10]
- 1881 — Достоевский Ф. М. Дневник писателя. Ежемесячное издание. Год III-й. Единственный выпуск на 1880. Август. — СПб.: Тип. бр. Пантелеевых, 1880. — 44 с.[22]

### Посмертные издания за 1881 год
- 1881 — Достоевский Ф. М. Дневник Писателя. Ежемесячное издание [Ф. М. Достоевского]. 1881. Январь. — 2-е. — СПб.: Тип. А. С. Суворина, 1881. — 32 с.[23]

### Современные издания
- Достоевский Ф. М. Собрание сочинений в 9 т. Т. 9. Дневник писателя: в 2 кн. / Сост., примеч., вступ. статьи и коммент. Т.А. Касаткиной. - М.: АСТ, 2004. - 844 + 523 с.
- Достоевский Ф. М. Дневник писателя : в 2 т. / Вступ. ст. И. Волгина, коммент. В. Рака, А. Архиповой, Г. Галаган. — М. : Книжный Клуб 36.6, 2011. — Т. 1. — 800 с. — ISBN 978-5-98697-176-6.
- Достоевский Ф. М. Дневник писателя : в 2 т. / Коммент. А. Батюто, А. Березкина, В. Ветловской и др.. — М. : Книжный Клуб 36.6, 2011. — Т. 2. — 752 с. — ISBN 978-5-98697-220-6.